# Schwenckfeldina pectinea
Schwenckfeldina pectinea är en tvåvingeart som beskrevs av Menzel och Werner Mohrig 1991. Schwenckfeldina pectinea ingår i släktet Schwenckfeldina och familjen sorgmyggor.
Artens utbredningsområde är Tyskland. Inga underarter finns listade i Catalogue of Life.